# 佐祖利 (希沙基區)
49°43′50″N 33°54′32″E / 49.73056°N 33.90889°E
佐祖利（烏克蘭語：Зозулі），是烏克蘭中部的村莊，隸屬波爾塔瓦州的米爾霍羅德區。該村距離里米吉和拉伊夫卡0.5公里，海拔高度139米，2001年人口27。